# Porta Salária
Porta Salária (em latim: Porta Salaria) foi um portão na Muralha Aureliana de Roma, Itália, localizado no Rione XVII - Sallustiano e demolido em 1921.

## História
A Porta Salária era parte da muralha construída pelo imperador romano Aureliano no século III e que incorporou diversas construções preexistentes para acelerar a construção. Sob ela passava a Via Salaria nova, que se juntava à Via Salaria vetus, vinda da Porta Pinciana, fora da cidade. O portão em si tinha uma única passagem e era ladeado por duas torres semi-circulares. Os Jardins de Salústio (Horti Sallustiani) estavam nas imediações, do lado de dentro da muralha.
Na restauração da muralha pelo imperador Honório, no início do século V, o arco foi reforçado em opus mixtum e três grandes aberturas foram abertas na parte superior.
O rei visigodo Alarico I entrou em Roma por este portão, dando início ao infame primeiro saque de Roma (410). Em 537, a área entre a Porta Salária e o Castro Pretório foi o local do cerco pelo rei ostrogodo Vitige contra as tropas do general bizantino Belisário.
Em 20 de setembro de 1870, um trecho da Muralha Aureliana entre a Porta Salária e a Porta Pia testemunhou o fim dos Estados Papais (vide Captura de Roma). O portão foi danificado pela artilharia das tropas italianas e, no ano seguinte, foi demolido. Em 1873, foi reconstruído com base num projeto de Virginio Vespignani.
Porém, em 1921, decidiu-se novamente pela demolição do portão para abrir espaço para o tráfego crescente. A área atualmente é ocupada pela Piazza Fiume.

## Restos
A demolição revelou diversos monumentos funerários que flanqueavam a antiga Via Salária e que haviam sido incorporados pelas torres laterais. Uma cópia do sepulcro de Quinto Sulpício Máximo, um garoto de onze anos de idade, está hoje em exibição na Piazza Fiume (o original está nos Museus Capitolinos).
Do lado direito da muralha, perto da praça, estão restos de túmulos do século I a.C.